# Syndrome de Bindewald-Ulmer-Müller
 Mise en garde médicale
Le syndrome de Bindewald-Ulmer-Müller, encore appelé syndrome tétralogie de Fallot-déficit intellectuel-retard de croissance associe des anomalies cardiaques congénitales avec une dysmorphie faciale mineure, un retard de croissance et un important déficit mental. Les anomalies cardiaques peuvent être soit une classique tétralogie de Fallot, soit une communication interventriculaire sous-aortique associée à une sténose pulmonaire. Il a été décrit en 1994 par les trois auteurs qui lui ont laissé leur nom. La description initiale portait sur 4 enfants de la même fratrie, issus de parents consanguins d'origine pakistanaise. En 2005, un cas comparable a été décrit en Roumanie.
Le caractère génétique de ce syndrome est probable et serait à transmission autosomique récessive.